# Villotte-sur-Aire
Villotte-sur-Aire is een gemeente in het Franse departement Meuse in de regio Grand Est. De gemeente maakt deel uit van het arrondissement Commercy en telde 200 inwoners in 2017.

## Geschiedenis
Op 1 januari 1973 werden Belrain, Gimécourt, Rupt-devant-Saint-Mihiel en Ville-devant-Belrain opgenomen in de gemeente. Op 1 januari 1988 werd dit ongedaan gemaakt.
Villotte-sur-Aire maakte deel uit van het kanton Pierrefitte-sur-Aire tot dit op 22 maart 2015 werd opgeheven en de gemeenten werden opgenomen in het kanton Dieue-sur-Meuse.

## Geografie
De oppervlakte van Villotte-sur-Aire bedraagt 14,3 km², de bevolkingsdichtheid is 14,6 inwoners per km².
De plaats ligt aan de rivier de Aire.
De onderstaande kaart toont de ligging van Villotte-sur-Aire met de belangrijkste infrastructuur en aangrenzende gemeenten.

## Demografie
Onderstaande figuur toont het verloop van het inwonertal (bron: INSEE-tellingen).